# Cottage Grove (Oregon)
Cottage Grove est une ville américaine située dans l'État de l'Oregon et dans le comté de Lane.

## Démographie
Au recensement de 2010, sa population était de 9 686 habitants dont 3 895 ménages et 2 469 familles résidentes. La densité de population était de 994,6 hab/km2
La répartition ethnique était de 90,4 % d'Euro-Américains et 9,6 % d'autres races.
En 2000, le revenu moyen par habitant était de 14 550 dollars avec 19,8 % vivant sous le seuil de pauvreté.

## Source
- (en) Cet article est partiellement ou en totalité issu de l’article de Wikipédia en anglais intitulé « Cottage Grove, Oregon » (voir la liste des auteurs).